# Мельник Ігор Владиславович
І́гор Владисла́вович Ме́льник (нар. 1977) — український підприємець, девелопер нерухомості та громадський діяч.

## Життєпис
Народився Ігор Мельник 1977 року, має вищу освіту.
У 2006 брав участь у парламентських виборах як кандидат від партії «Віче» (№ 21 у списку), на час виборів проживав у Києві та тимчасово не працював. Партія не подолала прохідного бар'єру.
Працює в галузі девелопменту нерухомості. Одним з перших проектів Ігоря Мельника був житловий комплекс «Арт Холл» у Києві, над яким він працював з групою «Приват». Надалі він протягом 7 років працював у групі «Forum» на посаді керівного партнера напрямку девелопменту, і за цей час компанія ввела в експлуатацію близько 1 мільйона м² нерухомості. Також під час кризи 2008—2011 років був антикризовим керівником мережі бізнес-центрів «Forum».
З початку 2013 року очолює компанію «Драгон Еволюшн» (партнера інвестиційної компанії Dragon Capital), яка є одним з лідерів аутсорсинг-девелопменту та під його керівництвом розвинула понад 10 проектів.
У 2014 році став членом Правління Громадської організації «Всеукраїнське об'єднання „Автомайдан“». Як волонтер відповідав за придбання та відправлення автомобілів для військових. У листопаді 2014 року став співзасновником громадської спілки «Асоціація народних волонтерів України», увійшовши до складу її Координаційної ради як представник «Автомайдану», став співголовою її правління та відповідальним за координацію регіональних центрів асоціації
У 2014-2015 роках був позаштатним радником Міністра оборони України. На цій посаді він був куратором проекту будівництва фортифікаційних споруд у зоні АТО та відповідав за програму забезпечення житлом військовослужбовців Збройних сил України. За рік після того, як Мельник відзвітував про виконання проекту з будівництва фортифікацій, було відкрито низку кримінальних справ щодо розтрати бюджетних коштів. Утім, Мельник зняв з себе відповідальність за це, повідомивши, що він працював на волонтерських засадах.
Того ж року Ігор Мельник заснував благодійний фонд «Наші парки», який організовує проекти з озеленення та благоустрою міста Києва та проводить діяльність з формування екологічної свідомості населення.
З 2020 року Ігор Мельник є радником заступника керівника Офісу Президента України Ігоря Жовкви з питань залучення міжнародних інвестиції та міжнародних комунікацій в області медицини.

## Нагороди
За особистий внесок у зміцнення обороноздатності Української держави, мужність, самовідданість і високий професіоналізм, виявлені під час бойових дій та при виконанні службових обов'язків, відзначений — нагороджений
- 21 серпня 2015 року — орденом «За заслуги» III ступеня.